# Bracigovo (obchtina)
Bratsigovo (bulgare : Брацигово) est une obchtina de l'oblast de Pazardjik en Bulgarie.